# Luidia savignyi
Luidia savignyi is een kamster uit de familie Luidiidae.
De wetenschappelijke naam van de soort werd in 1826 gepubliceerd door Jean Victoire Audouin.